# Hrabstwo Oneida (Nowy Jork)
Oneida – hrabstwo (ang. county) w stanie  Nowy Jork w USA. Populacja wynosi 235 469 mieszkańców (stan według spisu z 2000 r.).
Powierzchnia hrabstwa wynosi 3256 km². Gęstość zaludnienia wynosi 75 osób/km².

## Miasta
- Annsville
- Augusta
- Ava
- Boonville
- Bridgewater
- Camden
- Deerfield
- Florence
- Floyd
- Forestport
- Kirkland
- Lee
- Marcy
- Marshall
- New Hartford
- Paris
- Rome
- Remsen
- Sangerfield
- Steuben
- Sherrill
- Trenton
- Utica
- Vernon
- Verona
- Vienna
- Western
- Westmoreland
- Whitestown

## CDP
- Bridgewater
- Chadwicks
- Clark Mills
- Durhamville
- Verona
- Washington Mills
- Westmoreland

## Wioski
- Barneveld
- Boonville
- Camden
- Clayville
- Clinton
- Holland Patent
- New Hartford
- New York Mills
- Oneida Castle
- Oriskany
- Oriskany Falls
- Prospect
- Remsen
- Sylvan Beach
- Vernon
- Waterville
- Whitesboro
- Yorkville